# Lexicon of Greek Personal Names
A Lexicon of Greek Personal Names (LGPN) ist ein im Entstehen befindliches altertumswissenschaftliches Fachlexikon, das im Jahr 2023 acht Bände umfasst.

## Projekt
Ziel des mit dem Lexikon verbundenen Projektes ist es, alle antiken griechischen Personennamen und ihre Träger zu sammeln und zu publizieren. Das Projekt unterstellt hierfür einen sehr weit gefassten Begriff vom zu berücksichtigenden Zeitraum und Gebiet. Abgedeckt werden soll jede Region, in der Griechisch gesprochen oder geschrieben wurde. Systematisch erschlossen werden alle Personennamen mit Einsetzen der epichorischen Alphabete vom 8. Jahrhundert v. Chr. bis zum 6. Jahrhundert n. Chr., und zwar von Massalia und den griechischen Kolonien Unteritaliens bis nach Indien. Als diesbezügliche Informationsträger werden Grabsteine, Widmungen und Weihungen, Kunstwerke, Dekrete, Verträge, Bürgerlisten, jedwede Art von Artefakten, literarische Quellen sowie Inschriften, Papyri und Graffiti, aber auch Münzen herangezogen. Ausgeschlossen sind Namen mythologischer Gestalten, nur ausnahmsweise berücksichtigt werden Namen von Heroen.
Bis 2023 wurden in acht veröffentlichten Bänden Einträge zu rund 400.000 verschiedenen Namensträgern veröffentlicht, zum Beispiel allein über 3.600 Personen namens Demetrios. Die Bände sind lexiko-geographisch organisiert, widmen sich also jeweils größeren, zusammenhängenden Gebieten. Noch nicht berücksichtigt ist bislang Ägypten. Die Bände zu den römischen Provinzen Syria, Palaestina und der arabischen Halbinsel sowie zu den Gebieten des fernen griechischen Ostens wie das Griechisch-Baktrische Königreich in Indien sind in Vorbereitung.
Das von Beginn an international ausgerichtete Projekt wird seit 2015 unterstützt und ergänzt um das an der École pratique des hautes études in Paris unter Leitung von Sophie Minon angesiedelte Projekt LGPN-Ling: Etymology and Semantics of Ancient Greek Personal Names, das die Möglichkeiten der Namensrecherche um semantische und morphologische Aspekte erweitert. Namen können hierdurch hinsichtlich ihrer Entstehung und Bedeutung analysiert werden. Dieses digitale Projekt soll durch eine begleitende, auf drei Bände konzipierte Publikationsreihe Lexonyme. Dictionnaire étymologique et sémantique des anthroponymes grecs antiques ergänzt werden.

## Geschichte
Das Lexikon wurde auf Anregung von Peter M. Fraser im Jahr 1972 als Forschungsprojekt der British Academy ins Leben gerufen. Unter Führung der Faculty of Literae Humaniores wird es an der Universität Oxford seit 1996 betreut und durch den Arts and Humanities Research Council, die British Academy, den Fell Fund der Universität Oxford sowie die Akademie von Athen finanziert. Im Jahr 1975 stieß Elaine Matthews zum Projektteam. Von 1981 bis 1992 assistierte sie bei der Herausgabe der Lexikonbände, von 1992 bis zum Eintritt in den Ruhestand im Jahre 2008 war sie Mitherausgeberin des Lexikons. In den über drei Jahrzehnten ihres Engagements führte sie das Lexikon von einem auf Karteikarten basierenden Vorhaben zu einem Datenbank-gestützten. Unterstützt wurde sie ab 1982 von Sebastian Rahtz (1955–2016), einem Pionier der Text Encoding Initiative und herausragende Kraft bei der Entwicklung des Satzsystems TeX. Das Lexikon-Projekt war einer der Vorreiter auf dem Gebiet der Digital Humanities, seine Website ermöglicht heute ausgefeilte Namenssuchen nach Lebenszeit, Region, Ort, Demos, Status, Name, Namensvarianten etc. Zudem bietet es Features wie Greek Names in English. Geleitet wird das Lexikon-Projekt derzeit von Robert Parker (Stand 2023).

## Bände (Stand 2023)
- Band 1: Peter M. Fraser, Elaine Matthews (Hrsg.): The Aegean Islands, Cyprus and Cyrenaica. Clarendon Press, Oxford 1987, ISBN 0-19-864222-9.
- Band 2: Michael J. Osborne, Sean G. Byrne (Hrsg.): Attica. Clarendon Press, Oxford 1994, ISBN 0-19-814990-5.
- Band 3 A: Peter M. Fraser, Elaine Matthews (Hrsg.): The Peloponnese, Western Greece, Sicily, and Magna Graecia. Clarendon Press, Oxford 1997, ISBN 0-19-815229-9.
- Band 3 B Peter M. Fraser, Elaine Matthews (Hrsg.): Central Greece From the Megarid to Thessaly. Clarendon Press, Oxford 2001, ISBN 0-19-815293-0.
- Band 4: Peter M. Fraser, Elaine Matthews (Hrsg.): Macedonia, Thrace, Northern Regions of the Black Sea. Clarendon Press, Oxford 2005, ISBN 0-19-927333-2.
- Band 5 A: Thomas Corsten (Hrsg.): Coastal Asia Minor: Pontos to Ionia. Oxford University Press, Oxford 2010, ISBN 978-0-19-956743-0.
- Band 5 B: Jean-Sebastien Balzat, Richard Catling, Édouard Chiricat, Fabienne Marchand (Hrsg.): Coastal Asia Minor: Caria to Cilicia. Oxford University Press, Oxford 2018, ISBN 978-0-19-870582-6.
- Band 5 C: Jean-Sebastien Balzat, Richard Catling, Édouard Chiricat, Thomas Corsten (Hrsg.): Inland Asia Minor. Oxford University Press, Oxford 2018, ISBN 978-0-19-881688-1.

## Ergänzende Publikationen (Stand 2023)
- Sean G. Byrne (Hrsg.): The Foreign Residents of Athens: An Annex to the Lexicon of Greek Personal Names Attica (= Studia Hellenistica. Band 33). Peeters, Löwen 1996, ISBN 90-6831-883-7.
- Simon Hornblower, Elaine Matthews (Hrsg.): Greek Personal Names. Their Value as Evidence (= Proceedings of the British Academy. Band 104). Oxford University Press, Oxford 2000, ISBN 0-19-726216-3.
- Sean G. Byrne (Hrsg.): Roman Citizens of Athens (= Studia Hellenistica. Band 40). Peeters, Löwen 2003, ISBN 90-429-1348-7.
- Elaine Matthews (Hrsg.): Old and New Worlds in Greek Onomastics (= Proceedings of the British Academy. Band 148). Oxford University Press, Oxford 2007, ISBN 978-0-19-726412-6.
- Peter M. Fraser (Hrsg.): Greek Ethnic Terminology = (Lexicon of Greek Personal Names. Supplementary Volume). Für die Veröffentlichung überarbeitet nach dem Tod des Verfassers von Simon Hornblower. British Academy, Oxford 2009, ISBN 978-0-19-726428-7.
- Richard Catling, Fabienne Marchand (Hrsg.): Onomatologos. Studies in Greek Personal Names presented to Elaine Matthews. Oxbow Books, Oxford 2010, ISBN 978-1-84217-982-6.
- Robert Parker (Hrsg.): Personal Names in Ancient Anatolia. British Academy, Oxford 2013, ISBN 978-0-19-726563-5.
- Robert Parker (Hrsg.): Changing Names: Traditions and Innovation in Greek Onomastics. British Academy, Oxford 2019, ISBN 978-0-19-726654-0.
- Sophie Minon, Gérard Genevrois, Enrique Nieto Izquierdo, Florian Réveilhac, Jean-Claude Chuat (Hrsg.): Lexonyme. Dictionnaire etymologique et semantique des anthroponymes grecs antiques, vol. 1 (A-E). (Hautes etudes du monde gréco-romain, 63). Librairie Droz, Genf 2023. – Rezension von José Miguel Jiménez Delgado, Bryn Mawr Classical Review 2024.07.13